# Berndt Julius von Breitholtz
Berndt Julius von Breitholtz, född 1786, död 1863, var en finländsk officer. Breitholtz deltog i finska kriget 1808, blev fången vid Sveaborgs kapitulation men frigavs efter kriget och blev slutligen kapten vid Värmlands regemente. Under fångenskapen i Ryssland förde Breitholtz dagbok, publicerad i Personhistorisk tidskrift 1902, i vilken viktiga förhållanden i Ryssland vid denna tid dokumenterades. Enligt värmlandsskildraren Linus Brodin (De sista kavaljererna, Uppsala 1959 m fl) var Breitholtz förebilden till två av kavaljererna på Ekeby - överste Beerencreutz och kapten Berg - i Selma Lagerlöfs roman Gösta Berlings saga.